# Elin Petri
Elin Petri, död efter 1508, var en svensk nunna. Hon var abbedissa i Sko kloster i Uppland. 
Hon var dotter till Peder Eriksson på Granhammar och blev nunna 1488. Hon är bekräftad som abbedissa 1503. Den 16 oktober 1503 utfärdade hon ett nationellt upprop där hon utlovade skatt av avlat som belöning för generösa allmosor och testamenten till förmån för återuppförandet av det då nyss nedbrända klostret. Hon intygade 26 februari 1504 att Sko av nåd uppbar kanonikal- och ärkebiskopstionde av Sko socken. År 1508 fick hon ett delaktighetsbrev av Anna Fickesdotter Bülow. 